# 한의과대학
한의과대학(韓醫科大學)은 한의예과 2년, 한의학과 4년의 교육과정(일반적으로 6년제 라고 함)으로 구성된 단과대학으로, 대한민국 11개 대학에 설치되어 있다. 한의과대학과 함께 한의사를 양성하는 전문대학원 과정으로 한의학전문대학원이 존재한다.
대한민국에서 한의사가 되기 위해서는 1년에 1번씩 정기적으로 실시하는 한의사국가시험에 합격해야 한다. 한의과대학/한의학전문대학원을 졸업하거나 졸업예정자(한의학과 4학년)만이 한의사국가시험에 응시할 수 있기 때문에 한의사가 되기 위하여 반드시 거쳐야 하는 교육기관이다.

## 설치 대학
| 권역   | 소재지                | 대학교         | 설립년도 | 입학정원(2022년) | 비고                        |
| ------ | --------------------- | -------------- | -------- | ---------------- | --------------------------- |
| 수도권 | 서울특별시            | 경희대학교     | 1947년   | 108명            | 통합 전 동양의과대학에 설립 |
| 수도권 | 경기도 성남시         | 가천대학교     | 1990년   | 30명             | 통합 전 경원대학교에 설립   |
| 강원권 | 강원특별자치도 원주시 | 상지대학교     | 1988년   | 60명             |                             |
| 충북권 | 충청북도 제천시       | 세명대학교     | 1992년   | 40명             |                             |
| 충남권 | 대전광역시            | 대전대학교     | 1982년   | 75명             |                             |
| 전북권 | 전북특별자치도 익산시 | 원광대학교     | 1972년   | 90명             | 한의학전문대학원과 병행     |
| 전북권 | 전북특별자치도 완주군 | 우석대학교     | 1988년   | 30명             |                             |
| 전남권 | 전라남도 나주시       | 동신대학교     | 1992년   | 40명             |                             |
| 경북권 | 경상북도 경주시       | 동국대학교     | 1978년   | 72명             |                             |
| 경북권 | 경상북도 경산시       | 대구한의대학교 | 1981년   | 107명            |                             |
| 경남권 | 부산광역시            | 동의대학교     | 1987년   | 50명             |                             |
| 경남권 | 경상남도 양산시       | 부산대학교     | 2008년   | 50명             | 한의학전문대학원            |

## 한의학전문대학원 정책
한의학전문대학원은 졸업자에 대하여 한의과대학과 동일한 자격을 부여한다. 2008년 국공립대 최초로 부산대학교에 한의학의 산업화, 세계화 및 객관화를 목표로 설립되었으며, 한의학 연구자 양성을 목표로 한다. 한의전문대학원 학석사통합과정은 2014년부터 시행되었으며, 고등학교 졸업자가 수시, 정시 전형을 통하여 입학하고, 7년간의 교육과정(pre-3년, 한의전-4년)을 통해 학사와 석사 학위를 동시에 부여하는 반면, 한의학전문대학원 한의학과(석사)는 대학졸업자(학사)가 입학하여 4년간의 교육과정을 통해 석사 학위를 부여한다. 교육과정에 있어서는 한의학전문대학원은 통합교육을 실시한다는 점 등에 있어서 기존의 한의과대학과 차이를 보인다.